# Radarweg

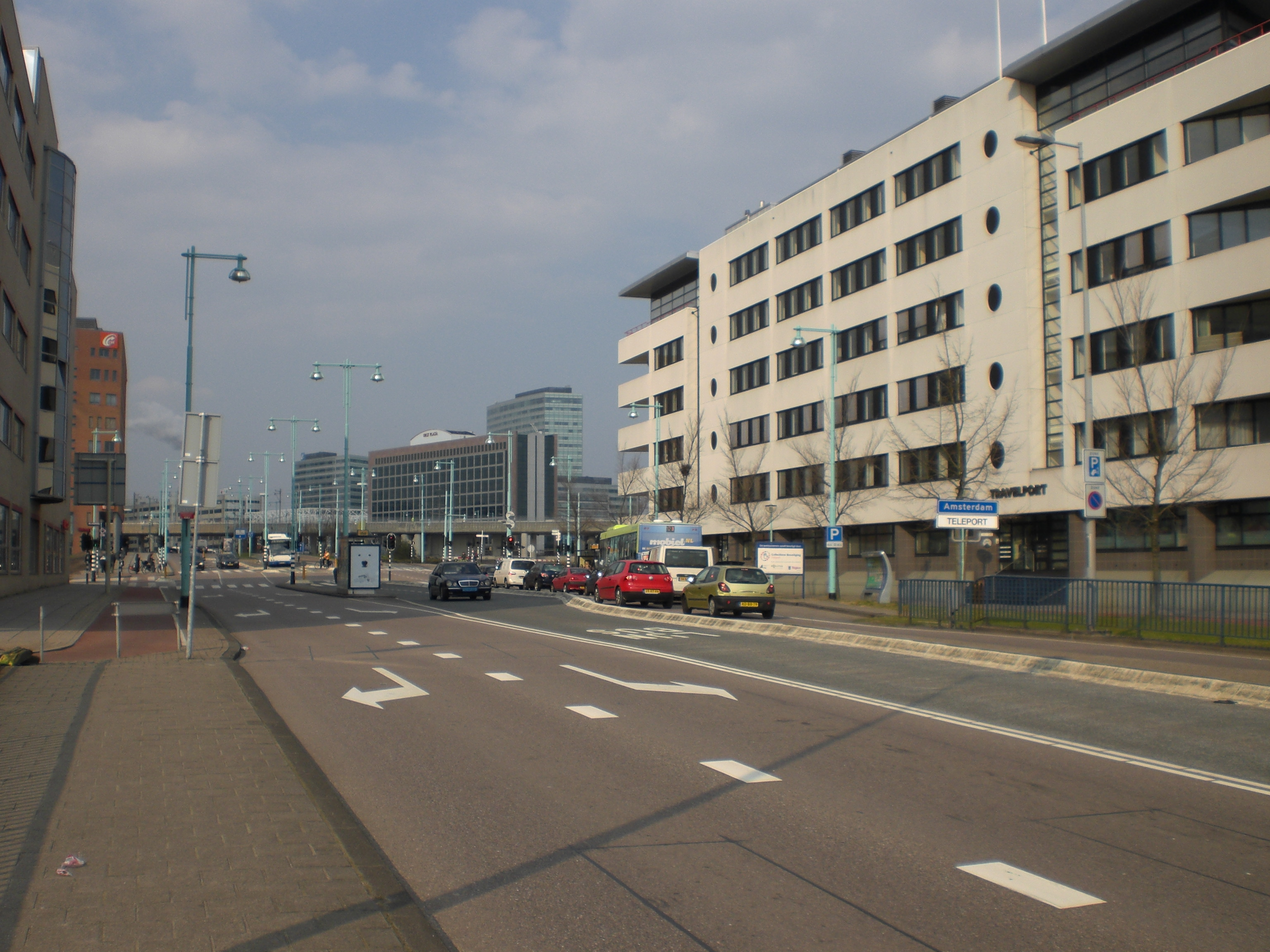
Radarweg in noordelijke richting vanaf Haarlemmerweg (2008)

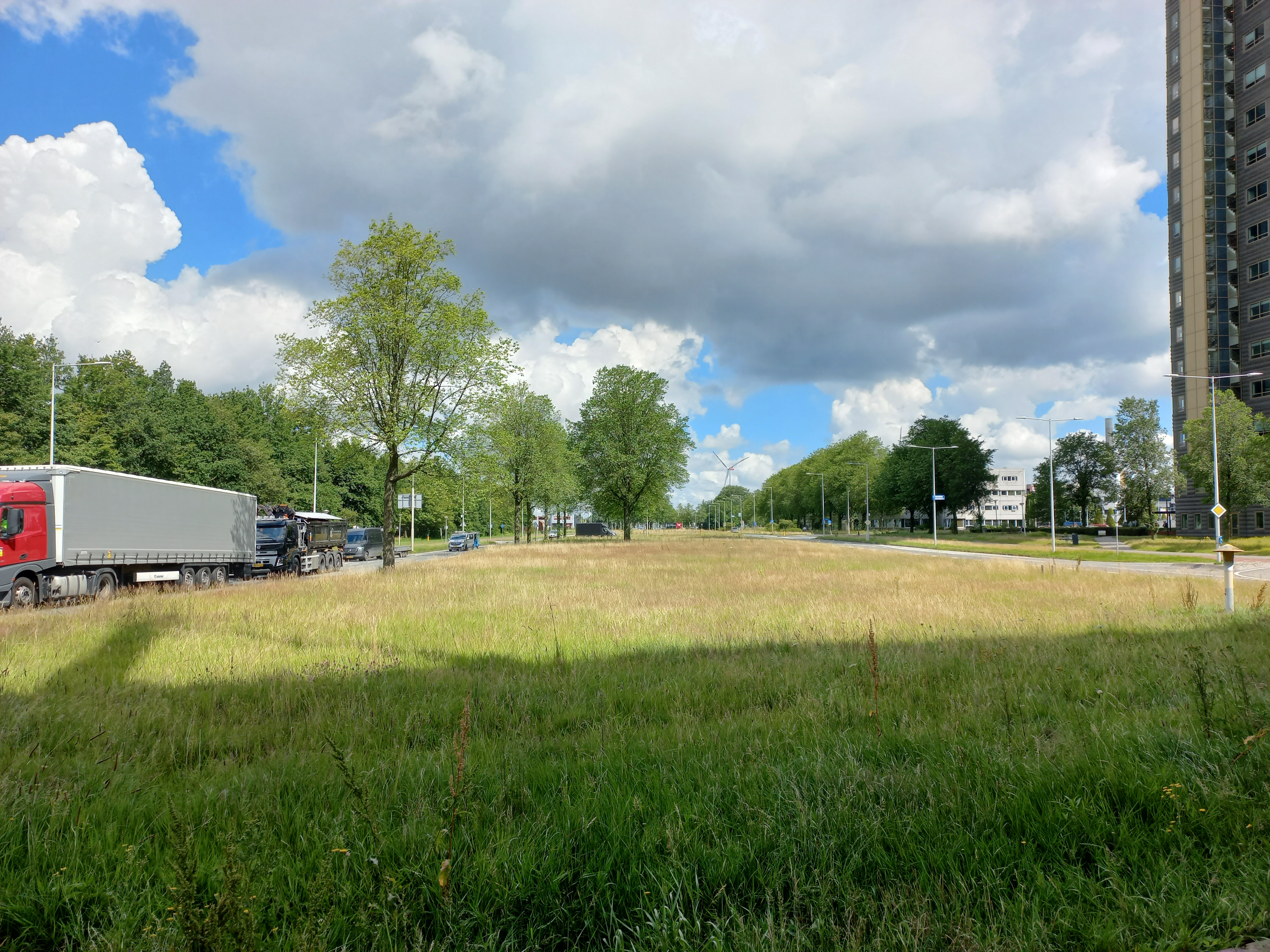
Radarweg gezien vanaf Basisweg richting noorden (juli 2024)

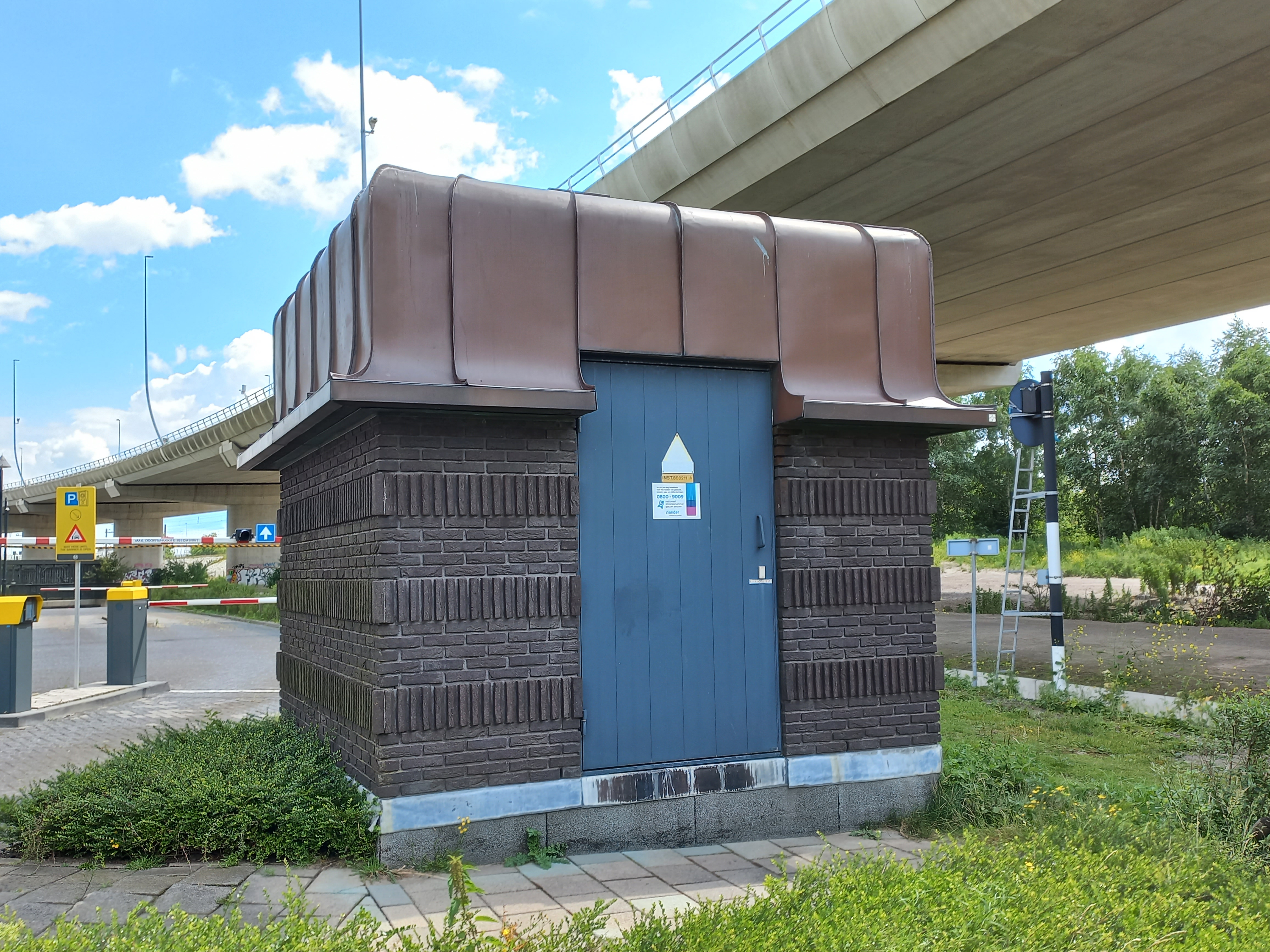
Contactstation Radarweg 35 (juli 2024)

De Radarweg is een weg in Amsterdam-Westpoort en in Amsterdam Nieuw-West.
Deze weg werd aangelegd voor de verbinding tussen de Basisweg en het Westelijk Havengebied. Ze lag tijdens de inrichting in het havengebied, maar een oprukkende stad zorgde voor steeds meer bebouwing. De komst van Station Amsterdam Sloterdijk in Teleport zorgde voor een kentering. Langs de weg staan onder meer de hoofdkantoren van de Telegraaf Media Groep en Reed Elsevier, die laatste in de Millennium Tower. Daarnaast staat een contactstation voor energievoorziening in een voor deze buurt zeer afwijkende bouwstijl.
De weg werd op 10 november 1971 werd vernoemd naar de radar, maar stond oorspronkelijk bekend als gyroscoopweg. De weg moest in de loop van de jaren steeds opnieuw hergedefiniëerd worden; er kwam steeds meer verbouwing en verlenging en verlegging waren noodzakelijk. In 1983 bij de opening het Station Sloterdijk Noord werd de weg vanaf de Basisweg hierheen doorgetrokken en in 1985 kwam de verbinding tot stand met de Haarlemmerweg en werd de weg hiermee de verbinding met de Nieuwe Hemweg. Een doorverbinding over de Haarlemmerweg en een brug over een naamloos water naar de Burgemeester Fockstraat is door protest van omwonende nooit gerealiseerd. Wel verscheen in 2001 een tijdelijke dam over het water met bussluis ten behoeve pendelbussen die reden voor rijkswaterstaat. Alhoewel de weg grotendeels is ingebouwd is er ook nog een deel met een ruime groenstrook/berm.
De straat werd aangelegd in een periode dat het gebied nog niet in een stadsdeel was ingedeeld. Bij die indeling kwam hij te liggen in Westpoort; door een herindeling later ook in Nieuw-West. 
Van 1985 tot 2010 reed tramlijn 12 en van 1985-1989 tramlijn 14 via deze straat naar Station Amsterdam Sloterdijk naast stads en streekbuslijnen. 